# جينباي أكاسيجاوا
كاتسوهيكو أكاسيغاوا (باليابانية: 赤瀬川 克彦) من مواليد 27 مارس عام 1937 – 26 أكتوبر عام 2014، المعروف باسمه المستعار جينباي أكاسيجاوا (باليابانية: 赤瀬川 原平)، كان فنانًا وكاتبًا يابانيًا. استخدم اسمًا مستعارًا آخر وهو كاتسوهيكو اوتسوجي (باليابانية: 尾辻 克彦) في أعماله الأدبية. كان أكاسيغاوا عضوًا في المجموعتين الفنيتين المؤثرتين "منظّمو النيو دادا" و"مركز هاي ريد"، واستمر طوال مسيرته في تطوير مهاراته الفنية متعددة التخصصات. أقيمت له معارض في متحف هيروشيما للفن المعاصر، ومتحف تشيبا البلدي، ومتحف أويتا البلدي. تُعرض أعماله أيضا ضمن المجموعة الدائمة لمتحف الفن الحديث في نيويورك.

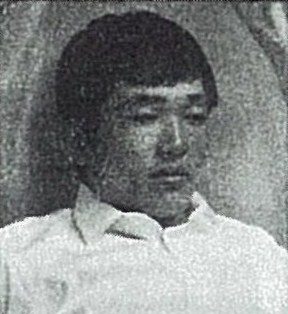
صورة لجينباي أكاسيجاوا عام 1961.

## سيرة الذاتية

### الحقبة المبكرة من حياته
وُلد أكاسغاوا عام 1937 في مدينة يوكوهاما، وتنقّل في طفولته بين آشيا، وأويتا، وناغويا بسبب عمل والده. كان الفنان شوساكو أراكاوا زميله في المدرسة الثانوية بمدينة ناغويا. في خمسينيات القرن العشرين، انتقل أكاسغاوا إلى طوكيو، حيث التحق بجامعة موساشينو للفنون عام 1955 لدراسة الرسم الزيتي. 
في عامي 1956 و1957، قدّم أكاسغاوا أعمالًا فنية في معرض نيهون المستقل (باليابانية: 日本アンデパンダン展). في تلك الفترة، حيث كان يعاني أكاسغاوا من الفقر، صرّح قائلا «لم يكن بمقدوري أن أغمض عيني عن الفقر من حولي وأكرّس نفسي للسعي وراء مثُل الفن الخالصة». 

### الوفاة
توفي أكاسيجاوا في تاريخ 26 من شهر أكتوبر عام 2014 في العاصمة اليابانية طوكيو، عن عمر يناهز 77 عامًا.

## أعماله
- البروليتاري الذي يحمل مجسّمًا (オブジェを持った無産者)، طوكيو: دار "غنداي شيسوشا"، 1970.
- المتفرّج المطرود (追放された野次馬)، طوكيو: دار "غنداي هيورونشا"، 1972.
- وقائع ساكورا المصوّرة: ألف ومئتان وخمسون يومًا من الاضطراب (桜画報・激動の千二百五十日)، طوكيو: دار "سيريندو"، 1974.
- سارق الأحلام: موسوعة النوم المصوّرة (夢泥棒：睡眠博物誌)، طوكيو: دار "غاكوغي شورين"، 1975.
- مشروع خلاط طوكيو (東京ミキサー計画)، طوكيو: "باركو"، 1984؛ إعادة إصدار: طوكيو: دار "تشيكُوما شوبو"، 1994.
- قوة الشيخوخة (老人力)، طوكيو: دار "تشيكُوما شوبو"، 1998؛ إعادة إصدار: 2001.